# 朝見慶延
朝見 慶延（あさみ よしのぶ）は、戦国時代の武将。

## 経歴
上杉謙信勢の抑えとして武蔵国秩父郡根古屋城主を務めるが、元亀3年（1572年）副将の渡辺監物に城主を譲り、慶延は上野国勢多郡の城（場所不明）に移る。天正18年（1590年）小田原征伐にて根古屋城は前田利家らによる攻撃を受け、北条氏邦が籠る鉢形城もろとも開城し、廃城となった。子の朝見左馬助は帰農し、秩父郡下日野沢村に土着。その後朝見家は代々同村の名主を務めた。